# Жуков, Вадим Андреевич
Вади́м Андре́евич Жу́ков (укр. Вадим Андрійович Жуков; 24 декабря 1993, Крым — 11 апреля 2023, Кременная) — украинский военнослужащий, главный сержант, участник российско-украинской войны. Герой Украины (24 февраля 2024, посмертно).

## Биография
Родился в Крыму. В детстве вместе с родителями переехали в Днепр. В течение 2004—2010 годов учился в лицее № 134 города Днепра.
С 2015 года проходил службу в Национальной гвардии Украины. После демобилизации подписал контракт с Днепровской бригадой имени генерал-майора А. Радиевского.
Участвовал в АТО на востоке Украины.
Полномасштабное вторжение России на Украину встретил в рядах 31-й бригады НГУ в батальоне оперативного назначения. Участвовал в освобождении Харьковской области, а после ротации получил боевое распоряжение по обороне Кременной.
10 апреля 2023 года принимал участия в боях возле Кременной. Погиб в бою от осколочных ранений в результате артиллерийского обстрела.

## Награды
- Звание «Герой Украины» с удостоением ордена «Золотая Звезда» (24 февраля 2024, посмертно) — за личное мужество и героизм, проявленные в защите государственного суверенитета и территориальной целостности Украины, верность военной присяге[3].

## Память
В Днепре на фасаде лицея № 134 в 2023 году открыта мемориальная доска Вадиму Жукову.